# サンタ・アナ (エル・サルバドル)
サンタ・アナ（スペイン語: Santa Ana）はエルサルバドル北西部のサンタ・アナ県の県都。
同名の地区（es）や司教区（es）の中心都市でもある。
2016年の人口は22万5600人で、国内3位の都市である。
そして、国内第二の都市で、西部地域の主要都市でもあり、首都のサン・サルバドルからは65kmの距離にある。
行政的には34のカントン（cantón）、312の集落（caserío）に分けられ、また中心都市（市街地区）のサンタ・アナは12地区（barrio）と多数の街区に分けられる。
7月17日から26日までの「7月の祝祭」期間には、県の守護聖人サンタ・アナをたたえて祭りが行われる。
この地には先古典期のマヤの人々の考古学的痕跡が見られるが、街が建設されたのは5世紀から6世紀の間のことと考えられている。その後ピピル族の支配を受け、シウアテウアカン（Sihuatehuacan）と呼ばれた。16世紀にスペイン人によって征服され、後にAlcaldía mayor de San Salvadorの支配下に、その後Intendencia de San Salvadorの支配下に置かれた。スペインからの独立を果たした中央アメリカ連邦共和国期にはエル・サルバドール州（Estado salvadoreño）の一部を構成した。
1894年に44人革命が起き、カルロス・バシリオ・エセータ政権に対するクーデターを引き起こす原因となった。20世紀初頭のコーヒー黄金時代には、国内随一の豊かな街となった。そして1980年代にはエル・サルバドル内戦で大きな被害に見舞われた。1992年にチャプルテペック休戦協定が締結され12年続いた内戦は終結した。21世紀が始まると、多くの犯罪集団が出現し、サンタ・アナは犯罪の増加に直面した。多くの都市部住民の郊外地区への移住が起き、新たな街区の建設が促進され、市街地が拡大していった。

## 歴史

フィンカ・ロシータの構造物

### 先コロンブス期
この地において先古典期には既に定住者が存在していた痕跡が認められる。それはフィンカ・ロシータと呼ばれる考古学遺跡で、この地域を治める中心的位置にあった。このフィンカ・ロシータ遺跡やその他の遺跡は紀元250年に起こったとされるイロパンゴ湖の決壊によって放棄された。
街は先古典期にマヤの人々によって建設されたが、この最初の名前は不明である。古典期早期（900年-1200年）にピピル族がこの地に移住し、「聖職者の土地」を意味するシウアテウアカン（Sihuatehuacan）と命名した。この場所はアパンテオス川とアパンチャカル川近くにあり、今日サンタ・バルバラと呼ばれる地区の中にある。1200年から1528年の間にこの地はいくつかあるクスカトラン領主（Señorío de Cuzcatlán）の支配地のひとつの中心地へと発展し、貢納都市からクスカトラン領の首都へと変貌した。

### 征服と植民地化
1528年ディエゴ・デ・アルバラードに率いられた兵士たちによって街は征服され、ディエゴ・デ・ウサグレに委ねられたサン・サルバドール州（Provincia de San Salvador）の一部を構成することとなった。1540年にはディエゴ・デ・ウサグレが死去したため、アントニオ・ドカンポにエンコミエンダとして委ねられることとなった。
1569年6月26日グアテマラの司教ベルナルディーノ・ビジャルパンドによってシウアテウアカンという名称がサンタ・アナへ変更され、この街に最初の教区が創設され、今日カテドラルが建てられている場所に礼拝堂が建てられた。また、1577年以来サン・サルバドール大判事管轄地の一部を構成した。
17世紀以降サンタ・アナ司祭管区の中心となり、18世紀初頭には大判事管轄地内の州中心地となった。1786年から1824年までの間、サン・サルバドール管轄地を構成する県並びにサンタ・アナ司法管轄区の中心都市であった。

### 19世紀

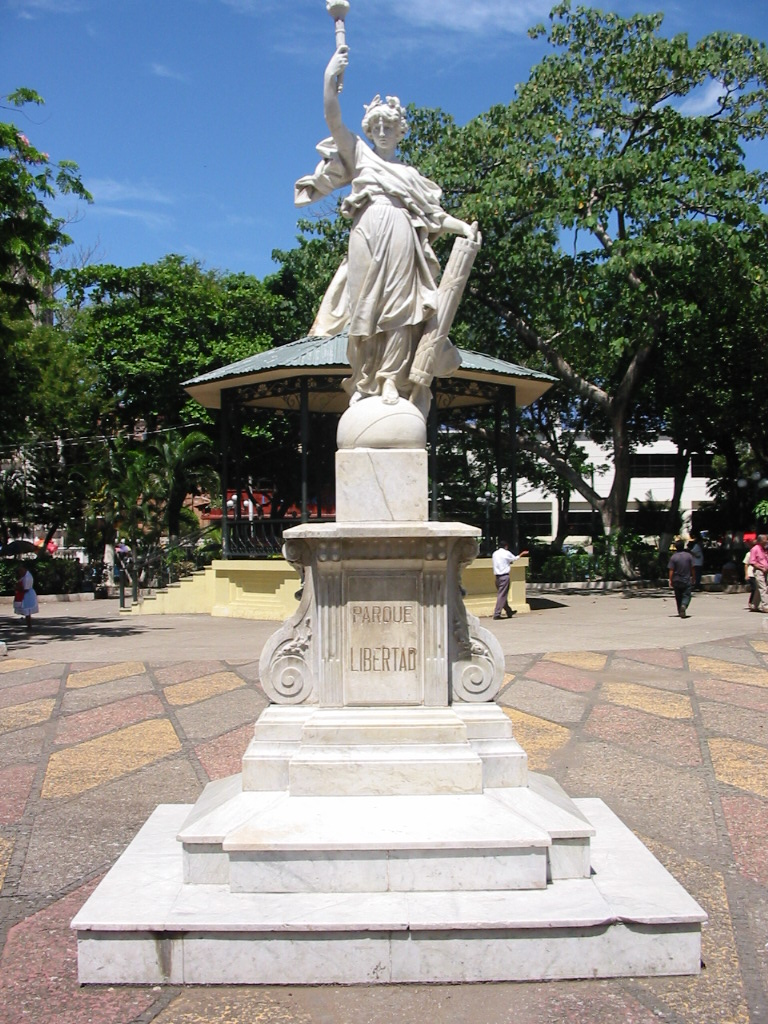
自由への記念碑

1806年サンタ・アナに自治体政府（ayuntamiento）がおかれることとなり、初代首長にホセ・マリアーノ・カストロが就任した。5年後の1811年サン・サルバドル独立反乱が起き、自治体内でもまず11月17日に、次いで11月24日に暴動が起こった。1812年villaの称号を受けた。
1821年12月21日自治体政府はスペインからの独立を宣言した。1824年にはciudadの称号を与えられ、ソンソナーテ県に属すこととなり、1835年には同県の首都となった。1854年集落サンタ・ルシーア・チャカルシンゴは独立した村落の地位を失い、サンタ・アナの一地区となった。翌年サンタ・アナ県が創設された。
19世紀末44人革命が勃発、今日のサンタ・アナ第2歩兵旅団宿営地から統治していたカルロス・エセータを権力の座から引きずり下ろした。44人の反乱者はこの街の出身であったため、この時以来この地は「英雄の街」（La ciudad Heroica）という愛称を得た。反乱者たちは政府本部を急襲、独裁者から国を開放するためのクーデターを起こした。

1916年-2008年間のサンタ・アナ都市部の拡大

### 20世紀そして内戦後
エル・サルバドルの「コーヒー黄金時代」と呼ばれた時期にサンタ・アナは国内で最も繁栄した都市となった。コーヒーを手掛けた企業家たちはこの地に暮らし、原料となるコーヒー豆を栽培するコーヒー農園がいくつも見られた。
コロンビア出身のラファエル・アルバレス所有のエル・モリーノ農園は最大の農園で、そこで栽培されたコーヒー豆と栽培技術はその当時世界的な評価を得た。
エル・サルバドル内戦（1980年-1992年）ではサンタ・アナも武装対立により大きな被害を受け、このことにより人口の街からの流出が起きた。
内戦終結後、サンタ・アナとエル・サルバドル全土は犯罪の増加に直面することとなった。それらは主にアメリカ合衆国から送還された不法滞在者による「マラス」（maras）と呼ばれるギャングによるものであった。このような状況に対して政府は対策を講じ、また自治体も条例によって対抗した。
また、内戦以降自治体は在外エル・サルバドル人からの送金を受けており、その額はサンタ・アナおよびエル・サルバドル国家全体が有する外貨総額の内の重要な部分を占めることとなった。
モイセス・マカル・モンテローサ首長在任中の1999年、「市街地開発マスタープラン」（Plan maestro de desarrollo urbano PLAMADUR）が動きはじめた。PLAMADURは市街地の成長、拡大、整備に寄与した。
2004年には政府も同様に、全国の自治体の発展、統合、競争力を目指す「国土整備開発全国計画」（Plan Nacional de Ordenamiento y Desarrollo Territorial PNODT）を発表した。各自治体による立案と展開のために、地方や、中規模およびより小さな地域ごとにまとめられた。自治体サンタ・アナは「中央西部地方」（región Centro Occidental）、「サンタ・アナ=アウアチャパン中規模地域」（subregión Santa Ana - Ahuachapan）、「サンタ・アナ地域」（microregión de Santa Ana）に設定された。

## 経済

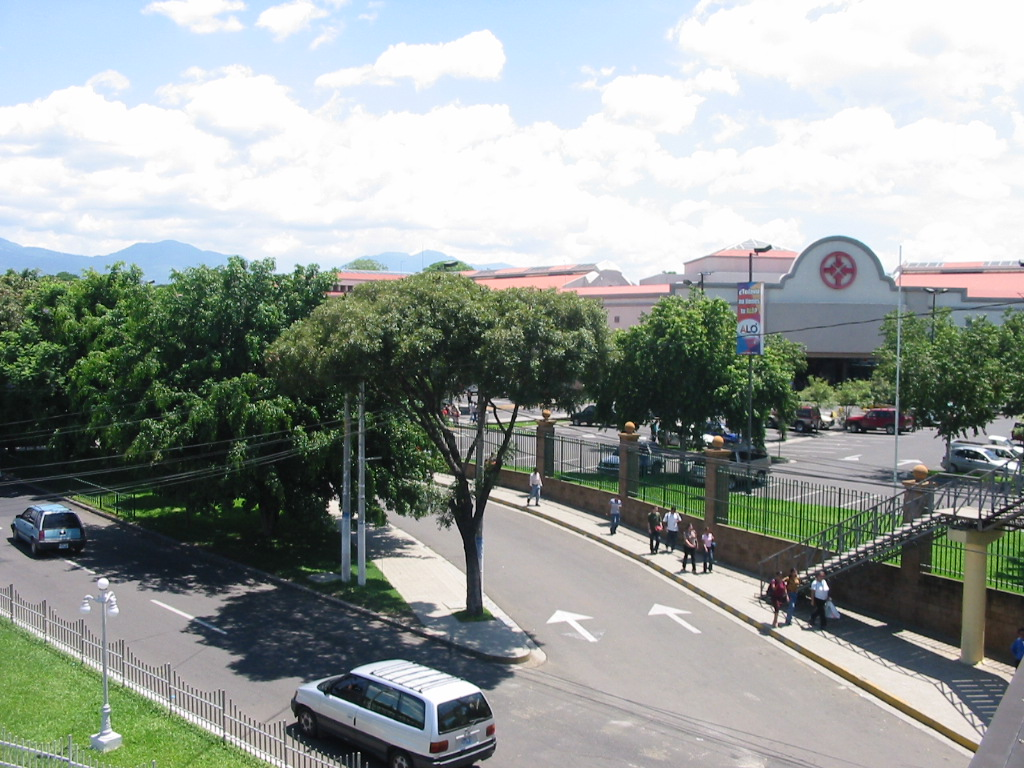
メトロセントロ・デ・サンタ・アナ（ショッピングモール）

自治体の主要な経済活動としては飲食業並びに食品販売業があげられる。また手工芸品製造業（馬具、菓子類、ブリキ加工他）や、工業製造業、特に繊維産業と食品関連産業（特にコーヒー栽培および加工）などが盛んである。
この地を代表する経済分野はまず、商業、サービス産業（資産形成関連産業活動を除外した、金融、医療、教育労働を含む第三次産業）、製造業、運輸業などで、また小規模分野としては農業関連産業、電力業、建設業、鉱業、採石業などがある。
2007年に実施された人口および住宅調査によると、サンタ・アナは住民の34.02%が給与労働者で、46.85%が無職、19.12%が無回答であった。

### 第一次産業
第一次産業分野での主要な労働活動は、農業、牧畜業、林業である。そのほかに漁業、鉱業と続くが、これらに従事する労働人口は低い。
農業と牧畜業
この地でよく栽培されている農作物には穀物（トウモロコシ、小麦、米）、果物、クルミ、そしてオルチャータという飲み物の原料となる植物などがあるが、この地の代表的な農産物としてはコーヒー豆、サトウキビ、柑橘類、豆類などである
自治体内ではヤギ、牛、豚、馬などの家畜が肥育されている。またシチメンチョウやニワトリをはじめとする家禽飼育も行われている。
鉱業
この地の採掘場で主に採掘されているものは小石、砂利、粘土などであるが、従事者は少ないもののその他の鉱物資源の採掘もおこなわれている。

### 第二次産業
農産物加工業で盛んであるのは、コーヒーと砂糖の生産で、一方機械化製造分野では、ゴム、有機肥料、缶詰、皮革製品などがある。
市北部と西部には、多数の工場や輸出を目的とした輸入物資加工工場などが見られ（特に市内の自由特区地区）、そして南部では多数のレストラン、銀行、ホテル、ショッピングセンターなどのある商業地区となっている。
商業
地元商業施設としてはデパート、小売店舗、雑貨店、銀行、パン屋、スーパーマーケット、食堂、石油スタンド、穀物販売業他あらゆる種類の小売業がある。
商業の発達はテヒステペケ、コアテペケ、エル・コンゴ、チャルチュアーパ、カンデラリア・デ・ラ・フロンテーラ、メタパンのような他の県内主要都市や近隣自治体からも多くの客を引き付けている。国際的な商業・貿易についてはグアテマラとの関係が重要となっている。
市内最大の商業施設はメトロセントロ・デ・サンタ・アナ（Metrocentro de Santa Ana）で、歴史的な中心地区がサンタ・アナの経済発展の推進地区であることは変わりないものの、市南部郊外（特に同施設に隣接するパルケ・コマルシァル・ロス・エロエス地区）に商業的発展をもたらした。
市内にはコロン市場、中央市場、アニータ・アルバラード市場の3つの市場がそれぞれ離れて位置している。
製造業
製造業分野では、衣料品、飲料および食品などが主要業種で、第二次産業従事労働者のうちの最大数がこの業種に従事している。
衣料品製造では非皮革衣料品が主要生産品で、また飲料・食品製造分野ではパンおよびチョコレート製造が主要である。
工業生産で自治体の主要産品となっているのは、皮革、ゴム、缶詰、有機肥料、家畜飼料などで、主要な工業団地はサンタ・アナ自由特区（la Zona Franca Santa Ana）にある。
建設業
建設業従事労働者の大半はビル建設全般および民間工事部門に従事し、残りの少数は建物建設の準備・調整および最終部門、あるいは建設用地の準備などの業務についている。

### 第三次産業
この分野での主要な労働は個人の家庭での家事労働である。自治体内で従事者が多いその他の業種は不動産業、興行、賃貸業、そして教育関係、運輸・交通、倉庫・保管業などである。
観光業
市内にはウォーターパークや温泉施設がある。例えば市の東部にはシウアテウアカン観光センター（Turicentro Sihuatehuacán）があり、この施設はエル・サルバドル観光協会（Instituto Salvadoreño de Turismo）によって運営されており、エル・サルバドル国内の観光施設としては最も歴史のあるもののひとつである。北にはアパンテオスとアパンチャカルに温泉場が。また、東部にはサポアーパ観光センターがあり、これらは自治体によって管理・運営されている。
エル・パルマール地区には闘牛場があり、ここは公園にもなっており、プールや多目的複合スポーツ施設もあり、市の観光・レクリェーション施設としては最も集客人数の多いものの一つとなっている。その他の重要な公園としてはサンタ・ルシーア、リベルタ、コロン、メネンデス、アニータ・アルバラードなどの公園がある。
市内北部にはサン・ロレンソ・エコロジー・パークがあり、伝統的に家族公園（Parque de la Familia）として知られる。ここでは80種もの動物（いくつかは檻の中に収容されている）を見ることができ、そして3つの池、サッカー競技場、子供用遊戯設備などがあり、市内でも多くの人を集めている。

## 文化遺産・史跡・名所

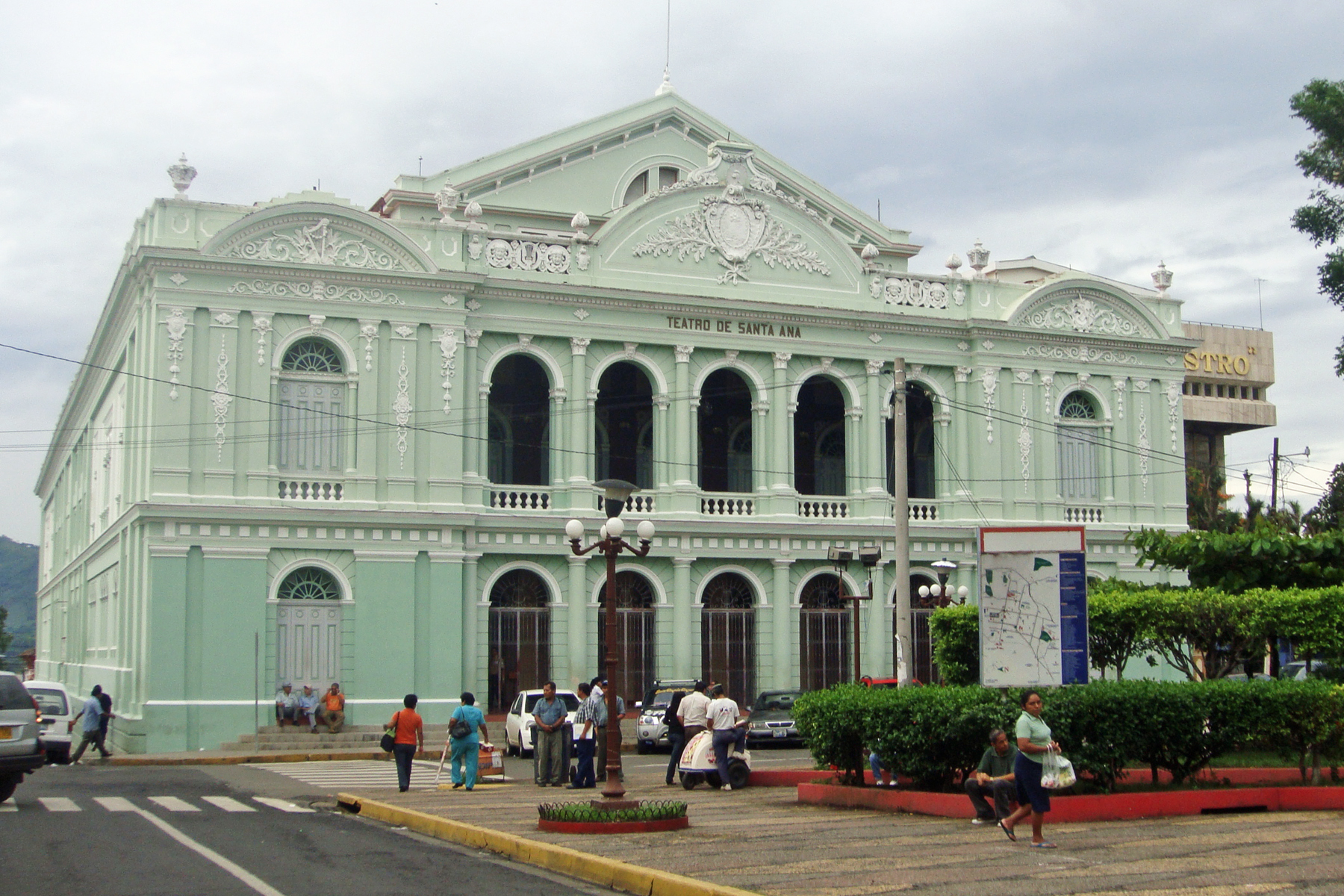
サンタ・アナ劇場

文化遺産では、市内には歴史的建築物として劇場、大聖堂、自治体庁舎などがあり、国指定文化財に指定されている。
他には国指定記念碑として、ケッセルス公園（Parque Kessels）内に、音楽家であり指揮者であるホセ・ケッセルス（オランダ出身）とダビ・グラナディーノの功績をたたえたモニュメントがおかれている。
また、市内には国指定遺跡として先古典期のものと考えられるフィンカ・ロシータ遺跡があり、同遺跡内には高さ13メートルのピラミッド状の構造物が発見されている。他には元軍人で大統領を務めたトマス・レガラードの家が史跡として残されている。

### 旧市街歴史地区
サンタ・アナの旧市街歴史地区の範囲は北が東西4番通り（4ª Calle poniente-4ª Calle oriente）、南が東西9番通り（9ª Calle poniente-9ª Calle oriente）、東が南北7番通り（7ª Avenida sur-7ª Avenida norte）、西がホセ・マティーアス・デルガード通り（Avenida José Matías Delgado、サンタ・アナ教会を含む）で、157ブロックに及ぶ。
この地区は歴史的市街地地区とされ、居住地区で公共地区でもあり、劇場、自治体庁舎、大聖堂、西部美術センター、ペドロ・ホセ・エスカロン元大統領の家、司教居宅、サンタネーコ・カジノ他がある。
旧市街歴史地区の中心広場は自由公園（Parque Libertad）で、その周囲には市の主要建築物やその他の歴史的建造物が立ち並んでいる。他にはメネンデス公園があり、そこにはカサ・デル・ニーニョ、エル・カルバリオ教会、政府庁舎などもある。
そしてトータルで、新古典様式のもの210、ゴシック様式5、ネオコロニアル様式64、伝統建築102、現代建築170もの文化遺産建造物がある。

## 出身者
- ピート・サンドヴァル - ヘヴィメタル・ミュージシャン（ドラマー）、後にアメリカ合衆国に移住。